# Grzegorz Miśkiewicz
Grzegorz Miśkiewicz (ur. 12 marca 1969) – polski muzyk i kompozytor, specjalizujący się w utworach wokalnych a cappella oraz utworach instrumentalnych. Pisze także muzykę filmową.
Laureat nagród kompozytorskich, m.in. za zajęcie 1. miejsca w IV Ogólnopolskim Konkursie na Chóralną Pieśń Pasyjną w Bydgoszczy w 2010 roku za „Miserere, mei”, 3. miejsca na Międzynarodowym Konkursie Kompozytorskim Musica Religiosa 2011 w Ołomuńcu. 2. miejsca w I Ogólnopolskim Konkursie na Chóralną Pieśń Pasyjną, Bydgoszcz 2009, za utwór „Missa brevis”, 3. miejsca w V Ogólnopolskim Konkursie Kompozytorskim na Chóralną Pieśń Pasyjną w 2012 roku za utwór „De profundis”.
Jest również historykiem i autorem książek o tematyce związanej z Holokaustem.

## Premiery utworów
Światowa
- „De profundis” – 8 listopada 2012, Louisville, Kentucky, USA, The Cardinal Singers, dyr. Kent Hatteberg
- „In te, Domine” (two sopran soloists, mixed choir & organ) – Carnegie Hall, Nowy Jork, 16 grudnia 2015

Europejska
- „De profundis” na chór mieszany i orkiestrę kameralną, Utrecht – Zeist, Holandia, 12 października 2013, dyr. Patrick Van der Linden

## Publikacje
- Grzegorz Miśkiewicz, Grecki etos muzyczny i jego wpływ na kształtowanie się koncepcji śpiewu kościoła w pierwszych wiekach chrześcijaństwa[1]
- 5 pieśni do słów Jana Kochanowskiego, wydawnictwo Contra, Maj 2006, ISBN 83-7215-366-3.
- Stabat mater, wydawnictwo Contra, Kwiecień 2006, ISBN 83-7215-365-5.
- 4 psalmy w przekładzie Franciszka Karpińskiego, wydawnictwo Contra, ISBN 83-7215-372-8.
- Cztery pieśni na głos z fortepianem. Tekst na podstawie Boskiej Komedii A. Dantego, Contra, 2006
- Fantazja na strunach jesieni, Contra 2006
- Zbiorek utworów dziecięcych na fortepian, Contra 2016
- Miniatury dziecięce na 4 ręce, Contra 2016
- Album dla dzieci i młodzieży na fortepian, Contra 2017
- Zbiór dziecięcych utworów chóralnych na głosy równe, Contra 2017
- Życie i Zagłada Izraelickiej Gminy Wyznaniowej w Jordanowie, 2015, ISBN 978-83-93-90-21-0-1.
- Wielcy ludzie z małego miasteczka, 2017, ISBN 978-83-939021-6-3.
- Trzy kobiety. O zbrodni, przetrwaniu i miłości, 2019, ISBN 978-83-7720-457-3.

### Muzyka filmowa
- muzyka do serialu „Na dobre i na złe”, od odcinka 675, sezon 2017/2018
- „Vitch”, Marc Pingry Production, USA, kompozycja „Ballad of the Warsaw Ghetto”

## Kompozycje

### Wybrane utwory sakralne
- Psalm V, do słów Jana Kochanowskiego (wyd. Contra, 2006)
- Psalm VIII, do słów Jana Kochanowskiego (wyd. Contra, 2006)
- Psalm XXV, do słów Jana Kochanowskiego (wyd. Contra, 2006)
- Psalm XXIV, do słów Jana Kochanowskiego (wyd. Contra, 2006)
- Psalm XLI, do słów Jana Kochanowskiego (wyd. Contra, 2006)
- Psalm XIV, do słów Jana Kochanowskiego
- Psalm L, do słów Franciszka Karpińskiego
- Psalm, Venite exultemus Domino (S.A.T.B.), 2007
- Gloria (wyd. Polihymnia, Muzyka w Liturgii nr 33)
- Kyrie
- Stabat Mater (wyd. Contra, 2006)
- Maria Mater Gratiae,(S.A.T.B.), 2007
- Vexilla regis (S.A.T.B.), 2008
- Panis angelicus (S.A.T.B.), 2007
- Laudate Dominum (S.A.T.B)
- Caeli enarrant (S.A.T.B)
- Jubilate Deo (S.A.T.B)
- Missa Brevis (S.A.T.B)
- Miserere mei (S.A.T.B)
- De profundis (S.A.T.B)
- In te, Domine (S.A.T.B.sopran solo, alt solo, organy)
- Adoramus te, Christe (SATB), 2014
- O salutaris hostia (S1 S2 A1 A2 sopran solo), 2015
- Ave Regina caelorum (female choir, sopran solo, organ, violin), 2016

Źródło:

### Pieśni
- Nazareński śliczny kwiecie (wyd. Polihymnia, Muzyka w Liturgii nr 29)
- Gdy nas ogarnie trwoga
- Dobranoc, głowo święta (wyd. Polihymnia, Muzyka w Liturgii nr 33)
- Ofiarujmy chwałę w wierze (wyd. Polihymnia, Muzyka w liturgii nr 34)
- Nie opuszczaj nas, Jezu (wyd. Polihymnia, Muzyka w Liturgii nr 31)
- Witaj Krynico (wyd. Polihymnia, Muzyka w liturgii nr 35)
- Z dawna Polski Tyś Królową (wyd. Polihymnia)
- O Maryjo witam Cię (wyd. Polihymnia, Muzyka w Liturgii nr 30)
- Pobłogosław Jezu drogi (wyd. Polihymnia, Muzyka w Liturgii nr 31)
- Jasnogórska można Pani (wyd. Polihymnia, Muzyka w Liturgii nr 30; wyd. płytowe: Jedność, 2004)
- Już od rana rozśpiewana (wyd. Polihymnia Muzyka w Liturgii nr 30; wyd. płytowe: Jedność, 2004)
- Panie, Ty widzisz (wyd. Polihymnia, Muzyka w Liturgii nr 33)
- Ludu, mój ludu (wyd. Polihymnia)
- Bądźże pozdrowiona, wyd. Polihymnia, Muzyka w Liturgii nr 29

### Wybrane utwory instrumentalne
- Fantazja na strunach jesieni – fortepian
- Manana – fortepian
- Hiszpańska pomarańcza – fortepian
- Oberek – fortepian
- Chopinowskie inklinacje – fortepian
- Fantazja na fortepian i orkiestrę smyczkową
- Ballada Warszawskiego Getta na skrzypce solo, fortepian i orkiestrę smyczkową
- Andante ostinato na fortepian, orkiestrę smyczkową i klawesyn
- Kolory lata na fortepian
- Obwarzanki panny Anki na fortepian (4 ręce) lub dwa fortepiany
- Wariacje na temat libertango na dwa fortepiany
- Partita III, Preludio (J.S. Bach) na dwa fortepiany
- K2 na dwa fortepiany
- Dwie miniatury na 4 ręce. Obwarzanki panny Anki, Ołóweczki z Kasi teczki, Contra 2013
- Fantazja na strunach jesieni z orkiestrą smyczkową, Contra 2013
- Ballada warszawskiego getta, Contra 2013